# Kanat

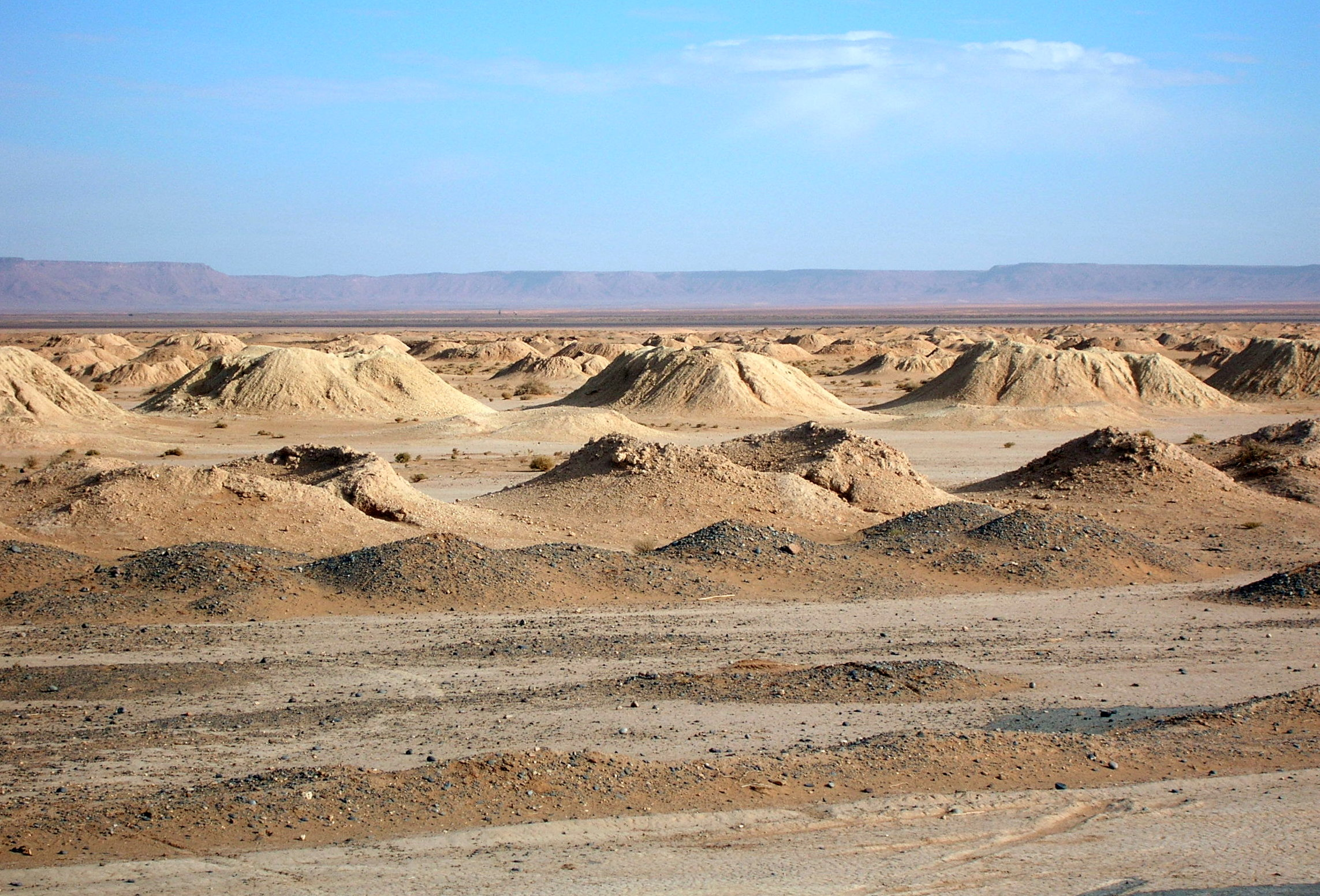
Ketthara w pobliżu Arfudu, Maroko

Kanat (arab. ‏قناة‎), kariz (pers. ‏كاريز‎), foggara – podziemna instalacja wodna używana do zaopatrywania siedzib ludzkich w wodę oraz nawadniania pól uprawnych na terenach suchych i pustynnych. Technologia ta powstała w starożytnej Persji i stamtąd rozprzestrzeniła się po świecie.

## Zasada działania

Budowa kanatu

Kanat dostarcza wodę z wyżej położonej warstwy wodonośnej na niższe tereny. Najważniejszym elementem jest łagodnie opadający tunel, ukryty pod grubą warstwą ziemi. Dzięki temu kanat minimalizuje straty spowodowane parowaniem w pustynnym klimacie, pozwalając transportować wodę na dużo większe odległości niż w przypadku otwartych instalacji wodnych (jak np. akwedukt).
Pozostałością po budowie są pionowe kanały dostępowe, które w trakcie eksploatacji pozwalają też nadzorować stan tunelu i usuwać zatory. Materiał wydobyty z pionu zazwyczaj pozostawiany jest w pobliżu wlotu, dzięki czemu cały kanat na powierzchni widoczny jest jako rząd niewielkich kopców ziemnych.
Ponieważ woda w kanacie jest najczystsza w pobliżu źródła, lepiej sytuowani ludzie zazwyczaj zasiedlali okolice górnego biegu tunelu. W miejscach, gdzie kanat był jeszcze za głęboko by wyprowadzić wodę na powierzchnię, do jej czerpania budowano specjalne studnie. Jedną z form jest studnia perska, w której rolę elementu czerpiącego pełni świder napędzany przez zwierzęta pociągowe, zazwyczaj osły lub muły. Uzyskaną w ten sposób wodę przechowywano w podziemnych cysternach i wykorzystywano również do chłodzenia powietrza w budynkach mieszkalnych.

## Zastosowania

### Dystrybucja wody
Kanat doprowadzający wodę na tereny miejskie lub rolnicze często rozdzielony jest na szereg mniejszych kanałów, biegnących do poszczególnych odbiorców (lub na oddzielne pola uprawne). Do równego podziału wody służą zbiorniki z szeregiem identycznych otworów na jednakowym poziomie.

### Magazynowanie wody

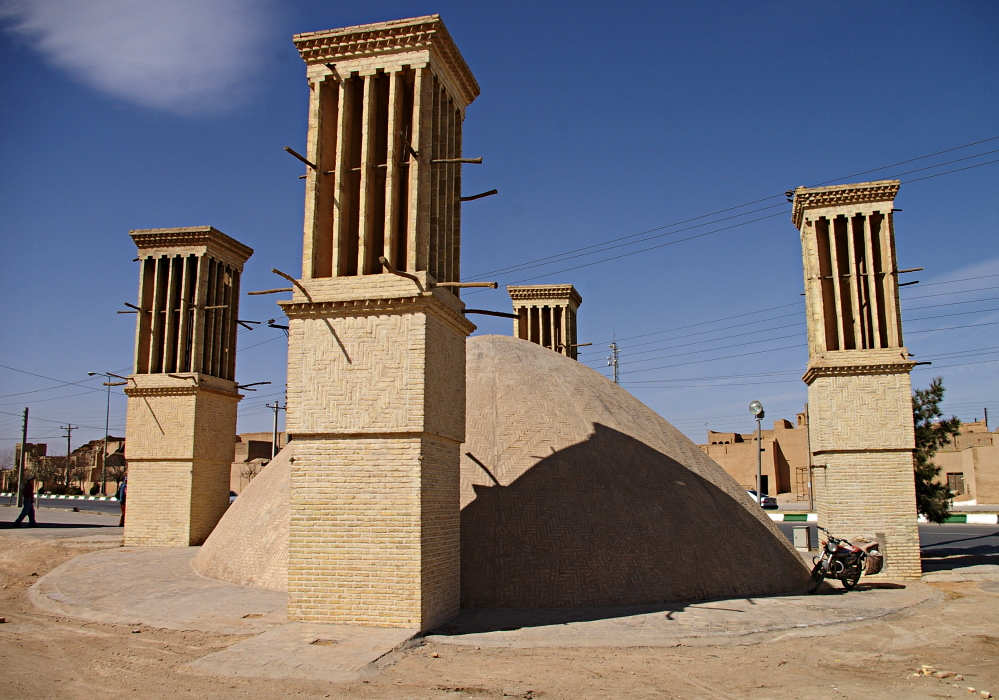
Cysterna z łapaczami wiatru, Jazd, Iran

W celu przechowywania wody pitnej kanat często zwieńczony jest cysterną. Zazwyczaj są to podziemne zbiorniki, wyposażone w wentylację, ale ze względów higienicznych niedostępne dla ludzi. Pobór wody odbywa się przez krany, eliminując ryzyko związane z zanurzaniem w rezerwuarze przedmiotów niewiadomego pochodzenia.
Znanym i nadal będącym w użyciu przykładem są irańskie cysterny zwane ab anbar, zwieńczone charakterystyczną kopułą i łapaczami wiatru (bagdhir) służącymi wentylacji zbiornika.

### Klimatyzacja

Klimatyzacja z użyciem kanatu i łapacza wiatru

Kanat w połączeniu z łapaczem wiatru był też niejednokrotnie używany do klimatyzowania piwnic i pomieszczeń mieszkalnych. Łapacz wiatru to wysoka, przypominająca komin konstrukcja, wyposażona we wloty powietrza na szczycie i kanały biegnące przez całą jej wysokość.
Łapacz wychwytuje najdrobniejsze nawet podmuchy wiatru i kieruje je do piwnicy, gdzie przepływają nad wylotem szybu prowadzącego do kanatu. Ruch powietrza wytwarza podciśnienie w szybie (efekt Bernouliego), dzięki czemu zasysane jest powietrze z kanatu. Pochodzi ono z wlotów położonych poza domostwem, zazwyczaj w górnym biegu tunelu, i dzięki kontaktowi z zimną wodą jest mocno schłodzone.
W piwnicy następuje zmieszanie obu rodzajów powietrza: gorącego i suchego z łapacza oraz zimnego i wilgotnego z kanatu. Dodatkowo wilgoć znajdująca się w piwnicy – poprzez parowanie – zmniejsza temperaturę powietrza, zwiększając jednocześnie ilość zawartej w nim pary wodnej.
Efektem jest ciągła wymiana powietrza w piwnicy, co zapobiega gromadzeniu się wilgoci i stęchliźnie.
W niektórych domach schłodzone i lekko wilgotne powietrze wypływające z piwnicy rozprowadzano siecią pobocznych kanałów do pomieszczeń mieszkalnych. W uciążliwych, pustynnych warunkach taka forma klimatyzacji dawała mieszkańcom schronienie przed wysoką temperaturą w środku dnia.

### Przechowywanie lodu
Już w starożytnej Persji kanat wspomagany łapaczami wiatru służył do przechowywania lodu w ciepłych porach roku. Pokaźny zapas lodu zwożony był zimą z gór i umieszczany głęboko pod ziemią w izolowanym pomieszczeniu (zwanym po persku jakczal). Przez ten magazyn przebiegały kanały łączące kanat ze znajdującym się powyżej systemem łapaczy wiatru. Zasysane spod ziemi bardzo chłodne powietrze spowalniało topnienie lodu do tego stopnia, że nawet w pustynnych miastach dostępny był on cały rok.

## Budowa
Tradycyjny kanat budowany jest siłą ludzkich rąk, bez użycia maszyn. Budowniczowie kanatów, zwani mukannis zazwyczaj byli dobrze opłacani i przekazywali zawód swoim potomkom. Zdarzało się też, że rolę wynagrodzenia za budowę kanatu pełnił przywilej uprawiania nawodnionej przezeń ziemi, nawet gdy nie należała do budowniczego.

### Przygotowania
Do rozpoczęcia budowy konieczne jest zlokalizowanie źródła wody. Zazwyczaj szuka się ich w miejscu gdzie stożek napływowy spotyka się z podstawą gór lub wzgórz. Budowniczowie, podążając w górę biegu okresowych cieków wodnych, szukają oznak wilgotnego podłoża, takich jak rośliny z głębokim systemem korzeniowym. Jeśli próbna studnia pozwala stwierdzić występowanie odpowiedniej ilości wody, na powierzchni ziemi wytycza się przyszły przebieg tunelu.
Zestaw narzędzi używanych do budowy kanatu zazwyczaj składał się z prostych elementów: pojemników (zazwyczaj były to worki), lin i bloków służących do wynoszenia urobku na powierzchnię, kilofów, łopat, pochodni, oraz poziomnicy i pionu. W zależności od rodzaju gleby, czasami używano wypalanej gliny w celu utwardzenia dna tunelu.
Mimo pozornej prostoty, budowa kanatu wymagała sporych umiejętności inżynierskich. Zbyt łagodny spadek groził niedostatecznym przepływem wody, za stromy zaś – szybką erozją i możliwością zawalenia się tunelu. Złe rozpoznanie gleby mogło skończyć się wypadkiem budowlanym, zagrażającym życiu robotników i wymagającym pracochłonnej odbudowy.

### Kopanie
Budową zazwyczaj zajmowały się 3- lub 4-osobowe zespoły robotników. W przypadku płytkiego kanatu jeden z nich kopał tunel, drugi wynosił urobek na powierzchnię, a trzeci zajmował się jego usuwaniem z dala od studni.
Kopanie zwykle rozpoczynano od dołu, tzn. od terenu, który miał być docelowo nawodniony, posuwając się stopniowo w stronę próbnej studni wykopanej u stóp gór. Odległość między pionowymi kanałami, wynosząca zazwyczaj 25–30 metrów, była wypadkową ilości pracy potrzebnej do wykopania pionów oraz łączącego ich tunelu. Istotnym czynnikiem, decydującym o rozmieszczeniu pionów, było późniejsze zapewnienie dostępu do działającego już kanatu, w celu wykonywania prac konserwacyjnych. Generalnie, im płytszy był kanat, tym gęściej budowano pionowe kanały. Dłuższe budowy rozpoczynano czasami z obu końców równocześnie. Niekiedy też mniejsze kanaty łączono tak, by odprowadzały wodę do wspólnego, zbiorczego tunelu.
Większość irańskich kanatów nie jest dłuższa niż 5 kilometrów, choć w okolicach Kermanu znajduje się kanat liczący 70 km. Głębokość, na której biegnie główny tunel, zazwyczaj zawiera się w granicach 20–200 metrów, podczas gdy w Chorasanie najgłębszy znany kanat sięga 275 m pod powierzchnię ziemi. W tak okazałych konstrukcjach pionowe kanały były wyposażane w pośrednie platformy, ułatwiające transport nieczystości na powierzchnię.
W najkrótszych konstrukcjach stosunek spadku do długości kanatu mieścił się pomiędzy 1:1000 a 1:1500. Dłuższe instalacje cechował jeszcze łagodniejszy spadek. Najważniejszym warunkiem uwzględnianym przy projektowaniu kanatu było zapewnienie laminarnego przepływu wody. Zbyt duży spadek mógł owocować turbulencjami powodującymi szybką erozję, niebezpieczną dla konstrukcji kanatu. Taką dokładność obliczeń można było bez problemu uzyskać, używając poziomnicy i sznura.
W miejscach gdzie ukształtowanie terenu wymuszało większy spadek, budowano podziemne wodospady, których dno wzmacniano glinianą wykładziną spowalniającą erozję. Czasami odzyskiwano też energię spadającej wody, wykorzystując ją do napędzania podziemnych młynów. Jeśli niemożliwe było doprowadzenie wody do celu pod osłoną ziemi, budowano powierzchniowe kanały. Takie rozwiązanie było stosowane tylko w ostateczności, ze względu na zanieczyszczenia, intensywne parowanie i ogrzewanie, nieuniknione przy naziemnym transporcie wody.
Długość budowy zależała przede wszystkim od głębokości przebiegu tunelu. Przy dwudziestometrowej głębokości, czteroosobowy zespół robotników w ciągu dnia był w stanie wykopać 40 metrów tunelu. Gdy wysokość kanału dostępowego wynosiła 40 m, dzienny postęp malał do 20 metrów, a na głębokości 60 m dobowy postęp spadał już do pięciometrowego odcinka. Budowa wielu długich i głębokich kanatów zajmowała całe dekady.

### Konserwacja
Kanały podlegały okresowemu przeglądowi. Prace konserwacyjne polegały na wzmacnianiu wypłukanych ścian oraz usuwaniu nadmiaru piasku i mułu. Pionowe kanały zakrywano niekiedy, by do kanału nie wpadał niesiony wiatrem piasek. Dlatego też przed wejściem robotników konieczne było wietrzenie fragmentu kanatu.

## Kanaty na świecie

Prawdopodobna droga rozprzestrzenienia technologii kanatu

Kanat wynaleziono w Persji, w epoce przedislamskiej, prawdopodobnie za panowania Achemenidów, choć niektóre znaleziska w okolicach miasta Jazd sugerują jeszcze wcześniejsze wykorzystanie tej technologii. Stamtąd rozprzestrzeniła się po Bliskim Wschodzie, północnej Afryce i śródziemnomorskiej Europie. Wraz z innymi konstrukcjami hydrotechnicznymi, kanat jest pozostałością arabskiego panowania na Półwyspie Iberyjskim. Wiedza ta została zachowana przez Hiszpanów i wraz z nimi dotarła do Ameryki, czego dowodem są kanaty obecne w Chile, Peru i Meksyku.
Przechodzący przez Persję Jedwabny Szlak przecinał głównie pustynne tereny. Dlatego umiejętność budowy kanatu wraz z jego biegiem dotarła do Chin. Szczególnie bogata sieć podziemnych kanałów znajduje się w pobliżu miasta Turpan.

### Azja

#### Iran
Łączna długość sieci kanatu w Iranie szacowana jest na ponad 300 tysięcy kilometrów, a ilość dostarczanej wody na równowartość 75% przepływu wody w Eufracie nawadniającym żyzna ziemie Mezopotamii. Woda doprowadzana na pustynne obszary pozwoliła rozwinąć się dużym miastom, takim jak Jazd czy Kerman. Mimo zastępowania nowoczesnymi wodociągami, kanat nadal pełni ważną rolę w Iranie, szczególnie na terenach wiejskich. Najbardziej rozpowszechniony jest w centralnych i północno-wschodnich prowincjach Jazd, Kerman i Chorasan.
Typową dla Iranu budowlą jest cysterna (pers. ab anbar), służąca do przechowywania wody w osiedlach ludzkich. W Iranie chłodną wodę z kanatu wykorzystywano także do klimatyzacji pomieszczeń mieszkalnych oraz chłodzenia magazynów lodu, który w tych warunkach mógł przetrwać do kolejnej zimy.
W 2016 roku perski kanat w Iranie wpisano na listę światowego dziedzictwa UNESCO.

#### Afganistan
Kanat, w Afganistanie zwany kariz, jest często spotykany na obszarach, które znajdowały się pod panowaniem perskim. W mieście Herat można znaleźć cysterny, zaś same tunele powszechne były w prowincjach Kandahar, Oruzgan, Nimruz i Helmand. W wyniku trwających od 30 lat wojen, wiele z tych kanałów zostało zaniedbanych. Obecnie w Afganistanie częściej korzysta się ze zwyczajnych studni i pomp napędzanych silnikiem spalinowym.
W roku 2009 w Afganistanie nadal istnieją działające kanały. Znany jest przypadek nieumyślnego zniszczenia kanatu podczas rozbudowy amerykańskiej bazy wojskowej, co wywołało dodatkowe napięcia pomiędzy siłami amerykańskimi a lokalną społecznością.

#### Pakistan
W pustynnym Beludżystanie nadal można napotkać na podziemne kanały, których budowę przypisuje się Arabom. Ich ogromne znaczenie dla społeczności znajduje odbicie w lokalnym przysłowiu: Nawet meczet powinien być zburzony, gdy przecina drogę karizu.

#### Chiny
Miasta leżące na Jedwabnym Szlaku w pobliżu pustyni Taklamakan wyposażone są w bogaty system kanatu. Największy znajduje się w mieście Turpan. Jego początki sięgają okresu dynastii Han, ale był on intensywnie rozbudowywany jeszcze w XX wieku. W Turpan znajduje się również muzeum poświęcone temu tematowi.

#### Syria
Uprawy rolnicze na terenie Syrii od wieków uzależnione były od wody dostarczanej kanatem. Choć prawdopodobnie wynalazek dotarł tam za sprawą Persów, największy rozwój przypada na czasy Imperium Rzymskiego. Podziemna infrastruktura była potem intenstywnie wykorzystywana przez Bizancjum i późniejsze imperia muzułmańskie. Dopiero w latach 50. XX wieku intensywny rozwój plantacji bawełny spowodował masową budowę studni wyposażonych w pompy. Konsekwencją było zachwianie równowagi wód gruntowych i wysychanie rejonów dostarczających wodę do kanatu. W 1994 jedynie 12% oryginalnej sieci było w dalszym użyciu.

#### Półwysep Arabski
Podziemne kanały, zwane w tym rejonie faladż, do dziś nawadniają pola uprawne w oazach w Jemenie i Omanie. Można je też spotkać w Al-Ajn, w Zjednoczonych Emiratach Arabskich.

### Afryka

#### Algieria
W Algierii kanat znany jest pod nazwą foggara. Najdłuższe kanały, biorące swój początek u stóp Atlasu, biegną pod ziemią na dystansie do 6 km. Oprócz zaopatrywania siedzib ludzkich, służą do nawadniania gajów palmowych i ponownej kondensacji odparowanej wody w porze nocnej. Często spotykanym rozwiązaniem jest kesria, zbiornik z kilkoma identycznymi odpływami, służący do rozdzielania wody pomiędzy mieszkające w osadzie rodziny. Na terenach należących do rodziny kolejne zbiorniki pozwalały na hierarchiczny podział zasobów pomiędzy poletka uprawiane przez poszczególne pokolenia.

#### Maroko
Górzysty teren Maroka sprzyjał rozwojowi kanatu, zwanego w tych rejonach chettara. Technologia prawdopodobnie przybyła wraz z arabską ekspansją na te tereny; nie wiadomo jednakże czy stąd została przeniesiona na tereny obecnej Hiszpanii, czy przebyła odwrotną drogę do Maroka, przez Europę.
Najbardziej rozpowszechniona w okolicach oazy Tafilalt, gdzie zbudowana w XIV wieku podziemna sieć ma około 300 kilometrów długości. Khettara jest owocem pracy specjalnej kasty wywodzącej się z plemienia Haratynów, której członkowie mimo statusu wasali, byli dobrze wynagradzani za swoją niebezpieczną i niezbędną społeczności pracę. W dzisiejszych czasach upowszechnienie studni i automatycznych pomp spowodowało w wielu rejonach Maroka spadek poziomu wód gruntowych, powodujący wysychanie tradycyjnych terenów wodonośnych. W 1996, z oryginalnych 300 km sieci kanałów w okolicy Tafilalt, w użyciu pozostało jedynie 90 km.

### Europa

#### Hiszpania
Technologia kanatu przybyła na ziemie obecnej Hiszpanii w czasach panowania arabskiego na Półwyspie Iberyjskim. Pozostałości po ówczesnych instalacjach znajdują się w Madrycie, Crevillente koło Walencji oraz w Grenadzie, gdzie wraz z naziemnymi kanałami, zwanymi acequias tworzyły bogatą sieć irygacyjną.